# Irańska rewolucja islamska
Irańska rewolucja islamska – rewolucja, która w 1979 roku doprowadziła do przekształcenia Iranu z monarchii konstytucyjnej w republikę islamską, w następstwie obalenia szacha Mohammada Rezy Pahlawiego.

## Geneza
Persją od lat 20. XX wieku władała dynastia Pahlawi, założona przez Rezę Chana, dowódcę Brygady Kozackiej, który z inspiracji Wielkiej Brytanii w 1921 roku przejął władzę na drodze zamachu stanu i w cztery lata później zdetronizował szacha Ahmada Szaha Kadżara, ogłaszając się nowym władcą – Rezą Szahem Pahlawim (początkowo optował za ustrojem republikańskim, czemu jednak sprzeciwiło się duchowieństwo szyickie, z niechęcią odnoszące się do sytuacji w Turcji). Reza szybko zaczął uniezależniać się od Brytyjczyków i już wkrótce po przewrocie doprowadził do unieważnienia układu z władzami brytyjskimi z 1919 roku, de facto uzależniającego Persję od Londynu. Jednocześnie Persja zawarła z Rosją Radziecką układ, na mocy którego rząd bolszewicki zrzekł się rosyjskich praw i dóbr na terytorium Persji. Reza, inspirując się dokonaniami Atatürka w Turcji, prowadził politykę wzmacniania władzy centralnej, modernizacji państwa, ograniczania wpływów kleru szyickiego oraz równoważenia wpływów brytyjskich i radzieckich. Z tym ostatnim państwem szach mimo wszystko początkowo utrzymywał bliskie stosunki, zwłaszcza że Sowieci korzystali m.in. ze złóż ropy naftowej w północnej Persji. Rząd Rezy Szaha wprowadził nazwiska, nakazał noszenie zachodnich ubiorów przez mężczyzn, rozwijał oświatę (w latach 1919–1940 liczba szkół wzrosła z 300 do 8 tys., w 1934 roku powstał państwowy Uniwersytet Teherański) i wdrażał prawa kobiet (w 1937 roku Uniwersytet Teherański przyjął na studia pierwszą kobietę), jednocześnie zakazując im zakrywania twarzy w miejscach publicznych. Reformy szacha spotykały się z powszechnym oporem. Długość sieci drogowej wzrosła pod jego rządami z 3,2 tys. km do 27 tys. km, a w 1938 roku otwarto kolej transirańską między wybrzeżami Zatoki Perskiej i Morza Kaspijskiego. Wraz z rozwojem przemysłu przyspieszyła urbanizacja, populacja Teheranu przekroczyła pół miliona. W 1933 roku rząd szacha wynegocjował rewizję kontraktu ze spółką Anglo-Persian Oil Company (późniejszą Anglo-Iranian Oil Company) na wydobycie odkrytych na południu kraju w 1908 roku złóż ropy naftowej, dywidenda przysługująca władzom Persji wzrosła z 16% do 20%. W 1935 roku Reza Szah zażądał używania na określenie państwa nazwy „Iran”. Od lat 30. szach rozwijał kontakty z III Rzeszą Niemiecką, którą postrzegał jako przeciwwagę dla Brytyjczyków i Sowietów; do Iranu zaczęli ściągać niemieccy doradcy i inżynierowie, a w 1940 roku udział Niemiec w wymianie handlowej Iranu wynosił ok. 40%. Po ataku Niemiec na ZSRR w 1941 roku Wielka Brytania i Związek Radziecki, obawiając się sojuszu Iranu z Hitlerem, dokonały na Iran inwazji i 16 września 1941 roku zmusiły Rezę Szaha do abdykacji na rzecz syna, Mohammada Rezy.
Do 1946 roku na terytorium Iranu stacjonowały wojska brytyjskie, radzieckie i amerykańskie, które przejęły kontrolę nad irańskimi liniami komunikacyjnymi, wykorzystywanymi do transportu sprzętu przekazywanego przez aliantów Związkowi Radzieckiemu. Iran de facto znalazł się pod okupacją aliantów, mimo ich formalnych deklaracji o poszanowaniu niepodległości i integralności terytorialnej kraju. Tuż po wojnie, w latach 1945–1946, Sowieci podjęli próbę wciągnięcia Iranu do swojej strefy wpływów, zainspirowali też powstanie na terytorium Iranu separatystycznych republik azerskiej i kurdyjskiej (kryzys irański). Dzięki zabiegom premiera Ahmada Ghawama, który doprowadził do wycofania wojsk radzieckich z północnego Iranu, niebezpieczeństwo ze strony ZSRR zostało zażegnane, zaś republiki Azerów i Kurdów upadły po ewakuacji Sowietów. W obliczu zagrożenia radzieckiego i jednoczesnej niechęci społeczeństwa irańskiego do Wielkiej Brytanii, Mohammad Reza Pahlawi zawarł sojusz ze Stanami Zjednoczonymi, który z czasem zaczął być postrzegany przez Irańczyków jako źródło zniewolenia i represji.

Mohammad Mosaddegh, premier Iranu w latach 1951–1953

Od 1949 roku na sile zyskiwał ruch na rzecz nacjonalizacji irańskich złóż ropy naftowej, skupiony we Froncie Narodowym. Na jego czele stał Mohammad Mosaddegh – prawnik, represjonowany w okresie rządów Rezy Szaha. W 1951 roku Mosaddegh został premierem, a irański parlament – Madżles – przegłosował nacjonalizację Anglo-Iranian Oil Company, która wówczas przekazywała Iranowi 30% wypracowanych dochodów. Decyzja władz Iranu wywołała sprzeciw strony brytyjskiej, która ogłosiła (wsparty przez amerykańskie spółki naftowe) bojkot irańskiej ropy, a rafineria w Abadanie wstrzymała pracę. W efekcie Iran znalazł się w trudnej sytuacji ekonomicznej i popularność premiera w społeczeństwie zmalała, a on sam popadł w konflikt z szachem, który w pewnym momencie musiał uciec z kraju. Decydujące okazały się działania administracji prezydenta Stanów Zjednoczonych Dwighta Eisenhowera, która podejrzewała Mosaddegha o sympatie prokomunistyczne (w jego rządzie zasiadali politycy komunistycznej partii Tude, a sam premier zabiegał o kontrakty naftowe z krajami bloku wschodniego). W sierpniu 1953 roku przeprowadzona przez wywiady amerykański i brytyjski operacja Ajax doprowadziła do obalenia Mosaddegha. Szach uzyskał wówczas pełnię władzy w państwie. Już w rok później Iran i Wielka Brytania doszły do porozumienia w kwestiach odszkodowań z tytułu upaństwowienia AIOC oraz podziału dochodów z ropy. Powstało Międzynarodowe Konsorcjum Naftowe, które otrzymało koncesję na eksploatację irańskich złóż na 25 lat.
Nowy rząd zacieśnił współpracę ze Stanami Zjednoczonymi, przystępując w 1955 roku do Paktu Bagdadzkiego. W ramach białej rewolucji przyznał prawa wyborcze kobietom, przeprowadził reformę rolną oraz rozpoczął walkę z analfabetyzmem. Jednocześnie rozbudował aparat policyjny (m.in. tajna policja SAWAK, Policja Wojskowa, Policja Miejska, Gwardia Cesarska, Irańska Żandarmeria Cesarska, Cesarska Organizacja Inspekcji, Biuro Specjalne, Wywiad Wojskowy) oraz torturował i więził opozycjonistów. Niezadowolenie z polityki szacha wyrażali zarówno irańscy duchowni, jak i opozycja lewicowo-demokratyczna. Konflikt pomiędzy szachem a ulemami z upływem czasu stawał się coraz ostrzejszy.

## Przedrewolucyjna sytuacja wewnątrz Iranu

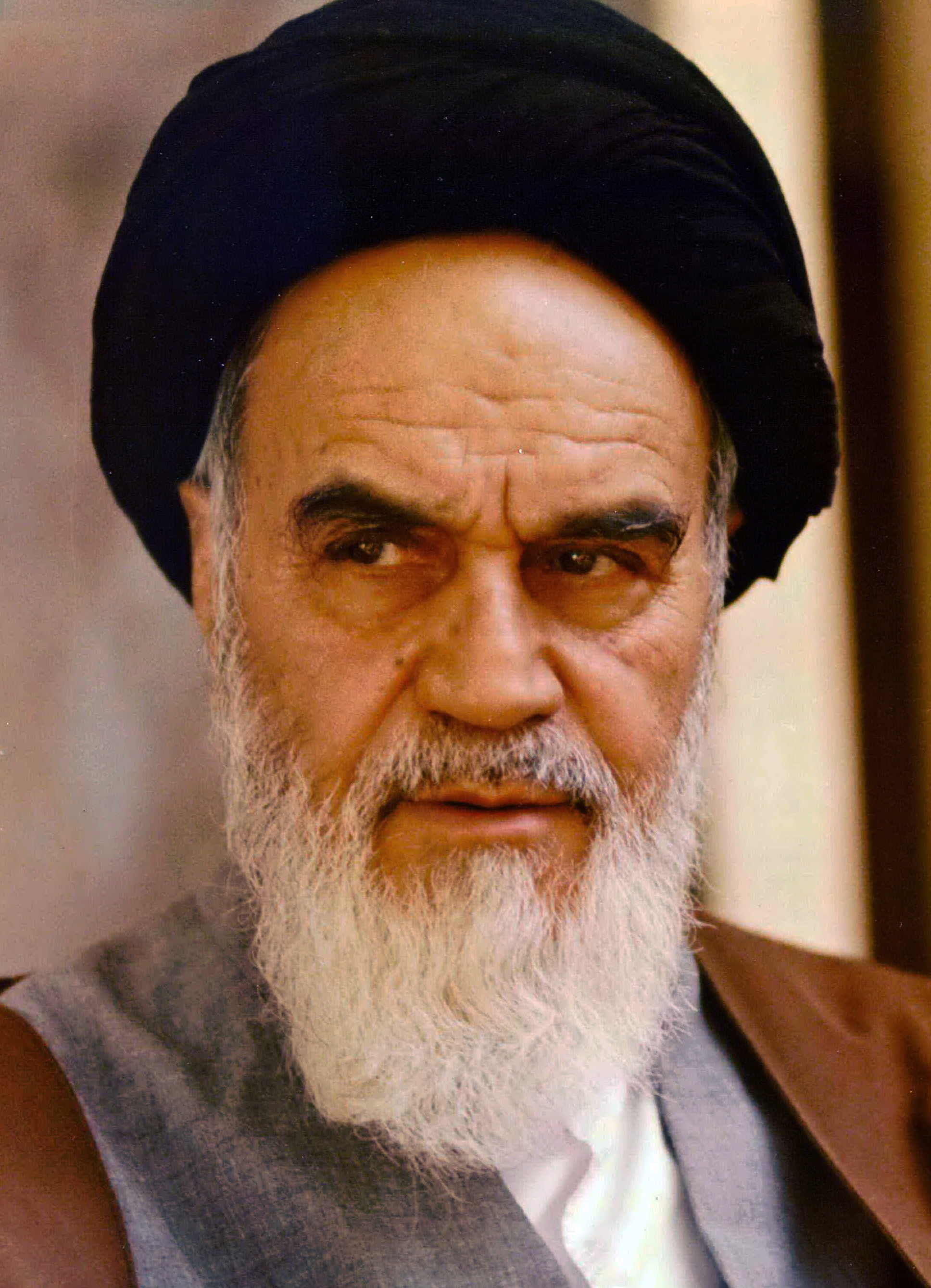
Ruhollah Chomejni

Najbiedniejsza warstwa społeczna w Iranie była zawsze najbardziej religijna i najbardziej niechętna zagranicznym wpływom. Uznawała nowoczesne reformy szacha za imperialistyczne, a jego obietnice rozwoju kraju za fałszywe. Żądała przywrócenia dotychczasowych, szyickich zasad życia. Największy sprzeciw wobec Mohammada Rezy Pahlawiego wystąpił u biednych mieszkańców Iranu, którzy utworzyli ruchy opozycyjne. Organizatorami ruchów opozycyjnych byli uczeni religijni oraz drobne kupiectwo (tzw. klasy bazarowe).
We wczesnych latach 70., wraz z gwałtownym wzrostem cen ropy, wzrosła też w społeczeństwie irańskim świadomość kumoterstwa i korupcji w szeregach władzy. Dekadencja rządzących była dobrze widoczna w obchodach 2500. rocznicy założenia Imperium Perskiego. W październiku 1971 roku wystawiono trzydniowe przyjęcie w Persepolis, na które zaproszeni zostali jedynie zagraniczni dygnitarze. Przyjęcie kosztowało 140 milionów dolarów. Na przyjęcie zamówiono 5000 butelek szampana i obsługę 160 kucharzy, sprowadzonych na tę okazję z Paryża.
Do wybuchu rewolucji przyczyniły się trzy czynniki: próba narzucenia przywiązanym do tradycji Irańczykom europejskich wzorców kulturowych, nieprzeprowadzone w pełni reformy społeczne oraz działalność ajatollaha Ruhollaha Chomejniego. Był on jednym z przywódców religijnej opozycji, którzy otwarcie sprzeciwiali się zażyłym stosunkom szacha z Izraelem, wprowadzeniu równych praw dla kobiet i dopuszczeniu do urzędów państwowych przedstawicieli mniejszości religijnych. Za swój opór wobec polityki Pahlawiego Chomejni został w 1963 roku aresztowany, a w następnym roku wydalony do Turcji, gdzie był pod stałą kontrolą tajnej policji SAWAK. W 1965 roku Chomejni dobrowolnie wyjechał do Iraku. W Iraku ogłosił swoją wersję doktryny islamu, w której wezwał wiernych do świętej wojny z wrogimi państwami (głównie Stanami Zjednoczonymi i Izraelem). Postulował obalenie monarchii i zastąpienie jej rządami teokratycznymi, usystematyzowanymi pod postacią koncepcji rządów prawników muzułmańskich (welajat-e faghih), którą wyłożył w wydanej w 1970 roku książce Hokumat-e eslami: welajat-e faghih. W Iranie zyskiwał coraz szersze poparcie, czemu sprzyjały trudności ekonomiczne.

## Fala protestów
7 stycznia 1978 roku oficjalna prasa wydrukowała oszczerczą historię atakującą Chomejniego. Publikacja wywołała krwawe rozruchy w Komie. 18 lutego i 29 marca, wraz z nabożeństwami żałobnymi (odprawianymi, zgodnie z szyickim zwyczajem, w czterdzieści dni po śmierci), doszło do kolejnych zamieszek, krwawo tłumionych przez rząd.
Przez następne miesiące kolejne protesty były organizowane regularnie, pogłębiając destabilizację państwa. 8 września 1978 roku szach wprowadził stan wojenny, zakazując wszelkich demonstracji. Tego samego dnia nastąpiła wielka demonstracja w Teheranie, która później została nazwana czarnym piątkiem. Rząd do jej stłumienia użył pełnej siły wojska. W starciach zginęło 60 osób, a ponad 200 zostało rannych. W październiku Chomejni przeniósł się do Francji.
Konsekwencją czarnego piątku była całkowita utrata poparcia rządu zarówno ze strony obywateli, jak i przez zagranicznych sojuszników. Strajk generalny w październiku unieruchomił całkowicie gospodarkę państwa. Protesty osiągnęły punkt kulminacyjny w grudniu, podczas świętego miesiąca Muharram. 12 grudnia na ulicach Teheranu demonstrowało ponad dwa miliony ludzi. W tym samym czasie żołnierze zaczęli przechodzić na stronę protestujących i wszczynać bunty przeciwko dowódcom.

## Obalenie szacha

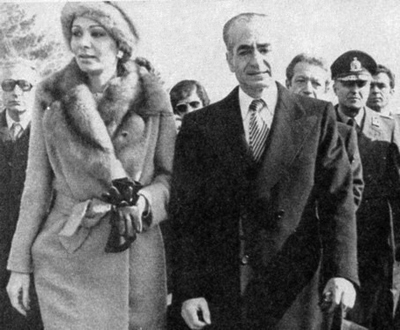
Szach Mohammad Reza Pahlawi i cesarzowa Farah opuszczają Iran

Szach, wówczas już śmiertelnie chory na raka, podjął próbę dialogu z opozycją. Na początku stycznia 1979 roku powołał nowy rząd pod przewodnictwem przywódcy Frontu Narodowego Szapura Bachtijara, który zapowiedział m.in. rozwiązanie SAWAKu, wypuszczenie więźniów politycznych i pozwolenie Chomejniemu na powrót do kraju. Ajatollah odmówił uznania rządu Bachtijara i 13 stycznia utworzył w Paryżu Radę Rewolucyjną – nową najwyższą władzę Iranu, zapowiadając walkę aż do obalenia monarchii. 16 stycznia szach i cesarzowa opuścili Iran, pozostawiając władzę w rękach premiera Bachtijara. 1 lutego Chomejni przyleciał do Teheranu, gdzie został powitany przez tłum wiernych. Chomejni powołał własny rząd z Mehdim Bazarganem (inżynierem, przywódcą Ruchu Wyzwolenia Iranu i dawnym współpracownikiem Mohammada Mosaddegha) na czele. Walki pomiędzy zwolennikami Chomejniego a oddziałami wiernymi Pahlawiemu wybuchły 9 lutego. Trzy dni później powstańcy wtargnęli do głównej siedziby SAWAKu. Po pokonaniu tajnej policji i ucieczce premiera powstańcy Islamskiej Rady Rewolucyjnej przejęli władzę. 11 lutego Chomejni przejął faktyczną władzę, a Bachtijar uciekł do Francji. Społeczeństwo poparło republikę islamską w marcowym referendum. 1 kwietnia Rada Rewolucyjna oficjalnie proklamowała Islamską Republikę Iranu.

## Chomejni przejmuje władzę
Władza religijna zaprowadziła porządek w państwie, zamieniając komórki rewolucyjne w zorganizowaną Gwardię Rewolucyjną. Gwardia ta przejęła większość lokalnej władzy w państwie, dodatkowo obejmując kierownictwo nad sądami, w których odbywały się procesy byłych wojskowych i członków służby bezpieczeństwa szacha.
W grudniu 1979 roku referendum zatwierdziło nową konstytucję, oficjalnie nadającą państwu klerykalny charakter. Na czele państwa, zgodnie z koncepcją welajat-e faghih, stanął fakih (został nim Chomejni) – najwyższy przywódca duchowy i polityczny narodu, wybierany dożywotnio przez 88-osobowe Zgromadzenie Ekspertów. Do kompetencji fakiha należało m.in. zatwierdzanie prezydenta wybieranego przez naród (o ograniczonych kompetencjach), mianowanie i zwalnianie dowódców wojska i Korpusu Strażników Rewolucji Islamskiej, jak też wskazywanie połowy z 12 członków Rady Strażników, czuwającej nad zgodnością ustaw z konstytucją i szariatem oraz zatwierdzającej kandydatury na prezydenta, członków Zgromadzenia Ekspertów i Islamskiego Zgromadzenia Konsultatywnego (parlamentu).